# Cantón de Cadenet
El cantón de Cadenet era una división administrativa francesa, que estaba situada en el departamento de Vaucluse y la región de Provenza-Alpes-Costa Azul.

## Composición
El cantón estaba formado por nueve comunas:
- Cadenet
- Cucuron
- Lauris
- Lourmarin
- Mérindol
- Puget
- Puyvert
- Vaugines
- Villelaure

## Supresión del cantón de Cadenet
En aplicación del Decreto nº 2014-249 de 25 de febrero de 2014, el cantón de Cadenet fue suprimido el 22 de marzo de 2015 y sus 9 comunas pasaron a formar parte; ocho del nuevo cantón de Cheval-Blanc y una del nuevo cantón de Pertuis.